# Gastão
Ganso Gastão (Gladstone Gander nos Estados Unidos), o primo sortudo do Pato Donald. É apresentado como "o pato mais sortudo do mundo". Sempre quer paquerar a Margarida e fazendo ciúmes ao Donald. 
Também compete com seu primo para ser o herdeiro da fortuna do Tio Patinhas. É elegante, esnobe e preguiçoso. Usa suíças e chapéu com cabelos crespos. Dono de uma sorte única, consegue tudo o que deseja, menos no que é relacionado ao amor. Em uma de suas primeiras histórias, escrita e desenhada por Carl Barks, foi revelado que o ganso trabalhou uma única vez na vida, quando ganhou uma moeda. A moeda é guardada num cofre e talvez seja a explicação para tanta sorte.
Porém em algumas histórias onde Donald e Gastão são retratados ainda na infância, o personagem contava com tanta sorte quanto em sua vida adulta.
Um personagem com essa mesma caracterização apareceu no desenho dos estúdios Disney como parte do esforço de guerra americano, chamado de "O espírito de 1943", era a parte "gastadora" da personalidade de Donald. Enquanto a outra metade em conflito com a caracterização de um pato escocês e que seria reutilizado na criação do Tio Patinhas, era a parte poupadora.
Gastão tem como alter ego o super herói Quatro Folhas. Ele surgiu como uma das escolhas de Esquálidus para integrar o grupo conhecido como Ultra Heróis.

## Primeira aparição
Sua primeira história foi "Wintertime Wager", publicada em janeiro de 1948 nos Estados Unidos. Esta história só foi publicada no Brasil em 1973, na revista "Cinqüentenário Disney 1" com o título "A Visita Do Primo Gastão".
Já a primeira história produzida no Brasil foi "O Desastronauta" publicada na revista "Zé Carioca" 923, de 1969. Esta história tinha tanto desenhos quanto roteiro de Waldyr Igayara de Souza.

## Animação
Gastão fez duas aparições na série animada DuckTales, onde foi interpretado por Rob Paulsen. Ele aparece em um episódio de House of Mouse, porém, sem falas. Ele também aparece no reboot DuckTales, aparecendo pela primeira vez no episódio "The House of the Lucky Gander". Nesta série ele é interpretado por Paul F. Tompkins.